# Typophyllum inflatum
Typophyllum inflatum är en insektsart som beskrevs av Vignon 1925. Typophyllum inflatum ingår i släktet Typophyllum och familjen vårtbitare. Inga underarter finns listade i Catalogue of Life.